# Франко Кёльнский
Фра́нко Кёльнский (Franco de Colonia; также Франко Тевтонец, Franco Teutonicus), устар. Франко́н Кёльнский — монах, немецкий теоретик музыки, один из ведущих учёных периода Ars antiqua, автор трактата «Искусство мензурального пения» (Ars cantus mensurabilis). 
Расцвет творческой деятельности около 1280 года. С большой вероятностью, деятельность Франко связана с Парижским университетом.

## Учение
Под «мензуральным пением» (cantus mensurabilis) Франко понимал не мензуральную музыку и её нотацию, а ритмизованное многоголосие вообще, отсюда основная задача его труда — предложить способы нотации ритма в разного рода многоголосной музыке. Как и Иоанн де Гарландия, Франко описывал типовые ритмические модусы, сократив их число до пяти.
Главное достижение Франко — наблюдение о том, что различные графемы не подчиняются сложным и запутанным правилам модальных лигатур и могут означать контекстно независимые ритмические длительности. Притом что описываемая в трактате система в целом укладывается в рамки перфектной (трёхдольной) мензуры, а расшифровка реальных длительностей формально подаётся как контекстно зависимая, Франко описывает такое количество «исключительных» ситуаций (паузы, приводящие к переходу из одного модуса в другой; плики, разбивающие стабильные ритмические формулы на мелкие длительности и т. д.), что от стопной метрики модусов мало что остаётся:

Заметь, что все модусы могут встретиться в рамках одного-единственного дисканта, ибо благодаря перфекции [то есть трёхдольности, общей для всех модусов] все модусы сводятся к одному. И не нужно непременно пытаться привязать к такому дисканту модус. Если угодно, о нем можно сказать, что он принадлежит к тому, который встречается чаще других.
Франко описал технику ритмической композиции в разных жанрах/формах многоголосной музыки Ars antiqua; в его трактате (с различной степенью подробности) рассматриваются органум, дискант, кондукт, гокет, копула, причём инструктивные тексты снабжены многочисленными нотными примерами.
В учении о гармонии Франко, как и Гарландия, поместил обе терции в разряд консонансов, а обе сексты в разряд диссонансов. При этом Франко сделал важное примечание, что консонанс следует располагать в начале перфекции (условно — в начале такта).
Учение Франко Кёльнского оказало большое влияние на развитие западноевропейской музыкальной науки позднего Средневековья и Возрождения. Изложения (часто модифицированные) трактата, сокращённые и расширенные его переложения продолжали писать до конца XV века. Среди почитателей учения Франко Маркетто Падуанский, Якоб Льежский, Симон Тунстед, Джон Хотби, ряд анонимных авторов. Написанный в традициях Франко небольшой трактат «Compendium discantus» («Компендий о дисканте»), который в XIX веке считали принадлежащим Франко Кёльнскому, в конце XX века признан анонимным («Псевдо-Франко»).

## Издание трактата и литература
- Franconis de Colonia Ars cantus mensurabilis, edd. G. Reaney et A. Gilles // Corpus scriptorum de musica 18. [s.l.:] American Institute of Musicology, 1974 (критическое издание).
- Haas M. Die Musiklehre im 13. Jahrhundert von Johannes de Garlandia bis Franco // Geschichte der Musiktheorie, hrsg. v. F. — Zaminer. — Bd. 5. — Darmstadt, 1984.
- Лебедев С. Н. Harmonia est consonantia — проблеми на учението за интервалите в епохата на Средновековието // Музикални хоризонти 1988. — № 4. — С. 61—80.
- Поспелова Р. Л. Гарландия — Франко — Витри: три реформатора в мензуральной теории XIII — начала XIV веков // Laudamus. К 60-летию Ю. Н. Холопова. — Москва, 1992.
- Franco of Cologne. Ars cantus mensurabilis. Translation by A. Seay, revised by J. McKinnon // Source readings in music history. — New York, London, 1998. P. 226—245. (англ. перевод трактата).
- Поспелова Р. Л. Западная нотация XI—XIV веков. Основные реформы. — Москва, 2003.